# Chonemorpha splendens
Chonemorpha splendens är en oleanderväxtart som beskrevs av Woon Young Chun och Tsiang in Tsiang. Chonemorpha splendens ingår i släktet Chonemorpha och familjen oleanderväxter. Inga underarter finns listade i Catalogue of Life.